# Нидермошел
Нидермошел (њем. Niedermoschel) општина је у њемачкој савезној држави Рајна-Палатинат. Једно је од 81 општинског средишта округа Донерсберг. Према процјени из 2010. у општини је живјело 524 становника. Посједује регионалну шифру (AGS) 7333051.

## Географски и демографски подаци
Нидермошел се налази у савезној држави Рајна-Палатинат у округу Донерсберг. Општина се налази на надморској висини од 156 метара. Површина општине износи 6,6 km². У самом мјесту је, према процјени из 2010. године, живјело 524 становника. Просјечна густина становништва износи 79 становника/km².